# 숀더쉽 더 무비: 꼬마 외계인 룰라!
《숀더쉽 더 무비: 꼬마 외계인 룰라!》(영어: A Shaun the Sheep Movie: Farmageddon)은 2019년 10월 18일에 개봉된 애니메이션 영화로, 텔레비전 애니메이션 《못말리는 어린양 숀》의 극장판 작품이다.

## 줄거리
어느 날 밤, 모싱햄 마을에 UFO가 착륙하고, 근처의 모시 바텀 농장에서는 양 숀과 친구들이 무료한 시간을 보내고 있었다. 숀은 바베큐를 금지당하자 피자를 시키지만, 배달된 피자 상자는 텅 비어 있었다. 다음 날 아침, 숀은 피자 조각을 따라가다 외계인 루-라를 발견한다. 촉수가 달린 강아지처럼 생긴 루-라는 소리를 흉내 내고 물건을 띄우는 능력을 가지고 있었다. 숀은 루-라를 양 떼에 소개하지만, 루-라는 콤바인을 망가뜨리고 밭을 미스터리 서클로 만들어 버린다. 외계인 목격담을 이용해 농부 아저씨는 새 콤바인을 사기 위해 외계인 테마파크 "파마게돈"을 만들기로 한다.
한편, 어릴 적 외계인을 본 후 외계인의 존재를 증명하는 데 집착하는 외계인 감지부 (M.A.D.)의 요원 레드 요원이 UFO를 조사하기 시작한다. 숀과 루-라는 UFO를 찾다가, "파마게돈" 홍보 전단지를 붙이던 빗저에게 발각된다. UFO 안에서 루-라는 숀에게 자신의 기억을 보여주는데, 사실 그녀는 어린 외계인이고 놀다가 부모님의 UFO를 실수로 작동시킨 것이었다. UFO를 작동시키려면 루-라가 떨어뜨린 달걀 모양 장치가 필요했고, M.A.D 요원들은 빗저를 외계인으로 오해해 UFO를 습격하고 장치와 UFO, 숀, 루-라, 빗저를 포획한다.
M.A.D. 기지에서 탈출한 숀과 루-라는 장치를 되찾아 UFO를 다시 작동시키고 고향 행성 To-Pa로 향하지만, 숀이 버튼을 잘못 눌러 다시 농장에 추락한다. 루-라가 슬퍼하자 숀은 장치를 이용해 높은 곳에서 조난 신호를 보내기로 하고, "파마게돈" 테마파크의 탑 꼭대기로 향한다. 양 떼와 빗저의 도움으로 탑을 오르지만, 레드 요원이 메카를 타고 쫓아온다. 숀은 레드를 물리치고 조난 신호를 보내는 데 성공한다. 루-라의 부모님이 도착하여 루-라와 재회하고, 레드는 어릴 적 본 외계인이 그들이었음을 깨닫고 기뻐한다.
숀과 빗저, 양 떼는 루-라와 부모님을 배웅하고, "파마게돈" 테마파크는 특별 효과 쇼의 일부로 여겨져 호평을 받는다. 루-라 가족은 우연히 UFO에 탄 농부를 다시 지구로 돌려보내고, 크레딧 이후 장면에서는 숀과 빗저, 양 떼가 프리스비를 하다가 농부의 새 콤바인이 폭발한다. 마지막으로, 방독면을 쓴 남자가 피아노를 치려고 하지만 티미가 시끄럽다고 방해한다.

## 출연
- 저스틴 플레처 : 숀 / 티미 역
- 아멜리아 비테일 : 롤라 역
- 케이트 하버 : 에이전트 레드 / 티미 엄마 역
- 존 스파크스 : 농부 / 비처 역
- 앤디 나이맨 : 너츠 역
- 데이비드 홀트 : 머긴스 역
- 크리스 모렐 : 존 역
- 사이몬 그린놀 : 트윈스 역
- 엠마 테이트 : 헤이즐 역
- 리차드 웨버 : 셜리 / 어브-오 역
- 조 석 : 피자 배달 소년 역

## 수상 정보
- 2020년 제20회 런던 비평가 협회상 후보 : 윌 베처 외 1명 (기술공로상)
- 2020년 제73회 영국 아카데미 시상식 후보 : 장편애니메이션상